# タロットマスターR
タロットマスターRは、2000年にメーシーが開発・販売したパチスロ機である。

## 概要
メーシーとしては初めての4thリール機で、アルゼグループとしては最後発の登場で、時代の流れもあって大量獲得Aタイプとして登場した。
本機はタロットカードをモチーフとして、レバーONと同時に4thリールが動くことで小役告知をする（同じ絵柄でも回転方向により対応する小役が異なる）。全停止後の4thリール始動は演出であり、ボーナス未成立の場合は最終的に死神で止まる。ボーナス成立の場合は7に止まる。他にも、予告音とともに4thリールの左右のLEDだけが光る小役告知演出もあり、ガセ以外で小役がハズれればボーナス確定となる。
ビッグボーナス中は4thリールがナビしてくれて、リプレイはずしはBAR・チェリー・赤7を狙うだけで楽にはずせる。平均でも約560枚獲得可能で最高684枚獲得可能である。ちなみに、3回目のJACイン時に最終獲得予定枚数が600枚を超える（厳密には3回目のJACイン時に規定枚数以上獲得していることが条件）と、Jac中のBGMが同社の名機『サンダーV』のアレンジVer.に変わる。ビッグボーナス終了時には緑の8セグデジタル部に獲得枚数が表示される。なお、パーフェクト（684枚獲得）を達成した場合、ビッグボーナス終了時の獲得枚数表示の際、サンダーVのV揃いビッグのファンファーレをオーケストラ風にアレンジしたものが鳴る。
Jacゲームの3回目を最終ゲーム(30G)でJac inした場合、その後に引いたビッグ入賞時、およびJac in時に毎回「Oh! millennium 」と音声が発生するようになる。なお、この現象は設定変更するとキャンセルされる（故に、難易度は高いが、意図的にこの現象が発生するように仕込めば、同一設定打ち直しも含む設定変更判別に使うこともできた）。